# الجدال حول الختان
غالبًا ما كان ختان الذكور ولا يزال موضوعًا للجدل بسبب عدد من الأسباب الدينية والأخلاقية والجنسية والطبية. 
أعطى الإغريق والرومان القدماء في الحضارة الكلاسيكية والهلنستية قيمة كبيرة لجمال الطبيعة والسلامة البدنية والجمالية والأجسام المتناغمة والعُري بما في ذلك القلفة ، وعارضت جميع أشكال تشويه الأعضاء التناسلية بما في ذلك الختان، وهي معارضة ورثتها الشريعة والأنظمة القانونية العلمانية في الغرب والشرق المسيحي والتي استمرت على الأقل حتى العصور الوسطى وفقا لهودجز.  لا تزال اليهودية والإسلام تؤيد ختان الذكور كواجب ديني.
أخلاقيات الختان مثيرة للجدل.  كان المبرر الرئيسي للختان خلال أواخر القرن التاسع عشر وأوائل القرن العشرين هو منع العادة السرية وتقليل متعة الذكور الجنسية عن قصد،  والذي كان يُعتقد أنه يسبب مجموعة واسعة من المشاكل الطبية.      يدعي الحديثون أن الختان يقلل من مخاطر الالتهابات والأمراض وكذلك يمنح فوائد جنسية.    [12] غالبًا ما يتساءل المعارضون وخصوصًا حول ختان الأطفال عن فائدته وفعاليته في الوقاية من هذه الأمراض،      ويعترضون على إخضاع الأولاد حديثي الولادة للختان دون موافقتهم،    في إجراء يعتبرون فوائده مشكوك فيها وغير أساسية،    المخاطر كبيرة والتأثير السلبي محتمل على الصحة العامة والتمتع الجنسي لاحقًا .  

## الصراعات الدينية والثقافية

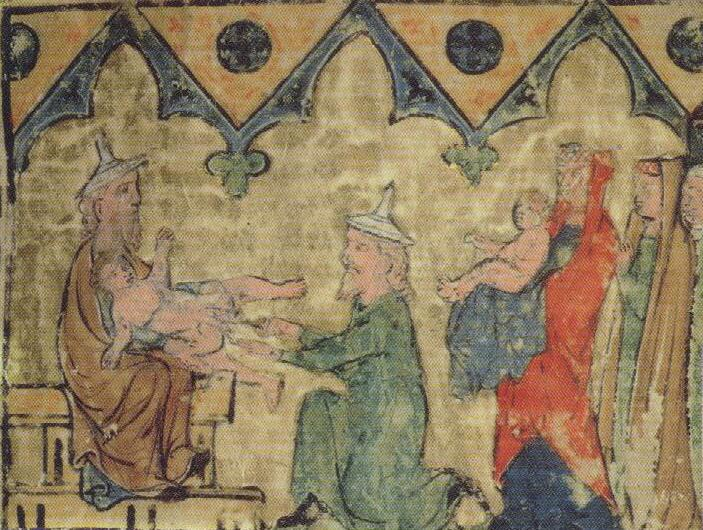
ختان ابن إبراهيم إسحاق. ريغنسبورغ بنتيج، متحف إسرائيل، القدس.

### الشرق الأدنى القديم
يفسر كتاب سفر التكوين الختان باعتباره عهدًا من الله أعطاه إبراهيم، [سفر التكوين 17: 10] ولكن بعض العلماء يرفضون تاريخ هذه الروايات  ويبحثون عن أصل الختان اليهودي. التفسير الذي يرجع تاريخه إلى هيرودوت هو أن هذا العرف تم الحصول عليه من المصريين ربما خلال فترة الاستعباد.  تشير فرضية منافسة -بناءً على العمل اللغوي / الإثنوغرافي الذي بدأ في القرن التاسع عشر-  إلى أن الختان كان عادةً قبلية شائعة بين القبائل السامية (اليهود والعرب والفينيقيين).
ترى كل من التقاليد اليهودية والإسلامية أن الختان وسيلة لتمييز جماعة عن جيرانها.  يسجل الإنجيل «غير المختون» كمعيار مهين للمعارضين [1 صم 17:26] وعندما ينتصر اليهود في المعركة يقومون بحصر الختان بعد الوفاة لتقديم سرد لعدد ضحايا العدو [1 صم 18:27] . كان على اليهود أيضًا ختان جميع أفراد الأسرة بما في ذلك العبيد [Gen 17: 12-14]، وهي ممارسة اصطدمت لاحقًا بالقانون الروماني والمسيحي.

### الحضارة الكلاسيكية
في 167 قبل الميلاد، كانت يهودا جزءًا من الإمبراطورية السلوقية. كان حاكمها هو أنتيخوس الرابع إبيفانيس (175-165 ق.م.)، الذي تذمر من الهزيمة في الحرب ضد مصر البطلمية، وحظر الممارسات الدينية اليهودية التقليدية، وحاول بالإكراه جعل اليهود يقبلون الثقافة الهلنستية. في جميع أنحاء البلاد، تم إصدار أوامر لليهود -مع تهديد بالإعدام- للتضحية بالخنازير للآلهة اليونانية (الممارسة المعتادة في الديانة اليونانية القديمة)، وتدنيس يوم السبت، وتناول الحيوانات المحرمة (خاصة لحم الخنزير)، والتخلي عن كتبهم اليهودية. كما حُكم مرسوم أنتيخوس بختان اليهود، وتم شنق الوالدين الذين انتهكوا أمره مع أطفالهم.  وفقًا لتاسيتوس -وفقًا لما نقلته هودجز- فإن أنطاكية سعت إلى إلغاء الخرافات اليهودية وقدم الحضارة اليونانية.  حسب الروايات الحاخامية، دنس الهيكل الثاني للقدس من خلال وضع تمثال للأوليمبي زيوس على مذبح الهيكل،  كما تم الإبلاغ عن هذا الحادث في كتاب دانيال،  حيث يشير المؤلف إلى تمثال الإله اليوناني داخل المعبد باسم «رجس الخراب».  كانت مراسيم أنتيوكوس وفساد اليهودية هي التي حركت ثورة المكابان،  كان رد فعل المكابيين عنيف ضد الهيلينية القسرية في يهودا،  دمر مذابح وثنية في القرى، وقاموا بختان الأولاد وأجبروا اليهود الهيلينيين على الخروج عن القانون. انتهت الثورة بإعادة تأسيس مملكة يهودية مستقلة لم تدم طويلاً تحت حكم الحسمونيين،  حتى تحولت إلى دولة تابعة للجمهورية الرومانية في عهد هيرودس الكبير (37-4 ق.م.).